# Antonino Intelisano
Antonino Intelisano (Sambuca di Sicilia, 26 aprile 1943) è un magistrato italiano, procuratore generale militare emerito presso la corte suprema di cassazione.

## Biografia
Magistrato militare, nel 1993 è nominato procuratore militare della Repubblica presso il tribunale militare di Roma.
Nel 2010 diviene procuratore generale militare presso la corte suprema di cassazione, vertice della magistratura requirente militare. Ha cessato di svolgere le funzioni il 31.12.2016.
È stato componente di diritto del Consiglio della Magistratura Militare.
Insegna Istituzioni di diritto e procedura penale presso l'Università La Sapienza di Roma ed è stato presidente dell'Associazione nazionale magistrati militari.
È noto per aver ricoperto il ruolo di pubblica accusa nel processo a Erich Priebke e per la scoperta del cosiddetto armadio della vergogna, avvenuta nel 1994.
È autore del libro Codici penali militari e norme complementari, Editore Laurus Robuffo, 2009, ISBN 8880875620.